# Енглеска одбрана
Овај чланак користи алгебарску шаховску нотацију како би се описали шаховски потези.
Енглеска одбрана је шаховско отварање које карактеришу потези:
1. д4 е6
2. ц4 б6

## Опис
Бијели често добија широки пјешачки центрар са 3.е4, на који црни врши притисак потезом. . . Лб7,. . . Лб4, а понекад чак и. . . Дх4 и / или ... ф5. Развио га је играч Лестера П.Н Валис, а преузело га је неколико водећих енглеских играча током 1970-их, као што су Тони Милес, Џон Спилман и Рејмонд Кин .  Лебди неколико традиционалних принципа отварања, јер црни често развија ловце прије скакача и рано развија даму . То је помало необично отварање, али је виђена у високом нивоу велемајстора игре, обично као изненађење оружје, на пример, када Виктор Корчној га користи да порази Лава Полугајевској у свом Свјетском првенству полуфиналу мечу Евиан 1977 (види доље).

## Пример игре
- Лев Полугаевски вс. Виктор Корчној, Евиан 1977 
 1.д4 е6 2.ц4 б6 3.е4 Лб7 4.Дц2 Дх4 5.Сд2 Лб4 6.Лд3 ф5 7.Сф3 Лхд2 + 8.Дф1 Дх5 9.Лхд2 Сф6 10.ехф5 Дхф3 11.гхф3 Сц6 12.Лц3 0-0 13.Те1 Дх3 + 14.Де2 Тае8 15.Кд1 е5 16.дхе5 Схе5 17.Ле2 Схф3 18.Дд3 Тхе2 19.Тхе2 Дг2 20.Тхе1(помијера се са х-поља на е1 поље) Схе1 21.Кхе1 Дхх2(дама узима на х2 пољу) 22.Те7 Дг1 + 23.Ке2 Дг4 + 24.Ке1 х5 25. Дг3 Дхг3 26.фхг3 Тф7 27.Лхф6 гхф6 28.Те8 + Кг7 29.Кф2 Кх6 30.б4 Кг5 31.Та8 Кхф5 32.Тха7 д6 33.а4 Ке6 34.а5 бха5 35.Тха5 ф5 36.ц5 Тх7 37.цхд6 цхд6 38.б5 х4 39.гх4 Тхх4 (топ узима на х4 пољу пјешака) 40.Та8 Тб4 41. Тб8 Кд5 42.Кф3 Тб3 + 43.Кф4 Кц5 44.Тц8 + Кхб5 45.Кхф5 Те3 46.Кф4 Те1 47.Тд8 Кц5 48.Тц8 + Кд4 49.Кф3 д5 50. Кф2 Те5 51.Та8 Кц3 52.Та3 + Кб4 53. 63.Тд7 + Ке3 64.Те7 + Кд4 65.Тд7 + Тд5 0–1 [2]
- Сусан Полгар вс. Џон Спилман, Холандија 1993 
 1.д4 е6 2.ц4 Лб4 + 3. Сц3 б6 4.е4 Лб7 5.д5 Де7 6. Ле2 Сф6 7.ф3 ехд5 8.цхд5 ц6 9.дхц6 Схц6 (скакач узима на пољу ц6) 10. Сх3 д5 11.ехд5 0-0-0 12. Лг5 Тхе8 13. Лхф6 гхф6 14. Сф4 Де5 15. Дд2 Лхц3 16.бхц3 Сб4 17. Кф2 Схд5 18. Сд3 Схц3 0–1 [3]
- Луциан Филип вс. Игор Коваленко, Јаши 2014 
 1.д4 е6 2.ц4 б6 3.г3 Лб7 4.Сф3 Лб4 + 5.Лд2 Лхф3 6.ехф3 Лхд2 + 7.Дхд2 д5 8.цхд5 Дхд5 9.Сц3 Дхф3 10.Тг1 Дх5 11.Сб5 Са6 12.Дц2 Се7 13. Да4 0-0 14.Дха6 Дхх2 (дама узима на пољу х2) 15.Тг2 Дх6 16.Да3 Сф5 17.г4 Сх4 18.Тг3 ц6 19.г5 Дг6 20.Лд3 Сф5 21.Сд6 Дх5 22.Лхф5 Дх1 + 23.Ке2 Дха1 24.Лц2 Дц1 25. Дд3 г6 26.Де4 Тад8 27.Тх3 Кг7 28.Тхх7 (топ узима на пољу х7) + 1–0 [4]